# Slaget vid Somosierra

Slaget vid Somosierra, målning av Louis-François Lejeune.

Slaget vid Somosierra var ett slag under Napoleonkrigen. Slaget utkämpades den 30 november 1808 vid Somosierra norr om Madrid, då en stor fransk armé besegrade spanjorerna och lyckades senare erövra Madrid.